# Jangmadang
Jangmadang (en chosŏn'gŭl, 장마당) son los mercados de productores de Corea del Norte, los mercados locales, mercados callejeros y los Mercados negros. Desde la hambruna de Corea del Norte, han formado una gran economía informal. En los últimos años, el Régimen Socialista de Corea del Norte se ha vuelto más indulgente con su existencia, pero, sin embargo, los comerciantes todavía enfrentan fuertes regulaciones. Actualmente, la mayoría de los norcoreanos dependen de los mercados para su supervivencia.
El Régimen totalitario de Corea del Norte ha intentado regular el crecimiento de la economía de mercado con una variedad de métodos. Algunos de ellos, como la regulación de la edad de los comerciantes, han causado algunos cambios sociales, como hacer que las mujeres sean más responsables de ganar dinero para sus familias. Esto ha resultado en cambios en los roles de género en la sociedad norcoreana. Se han especulado sobre el posible papel del mercado negro en las reformas del régimen dictatorial y la economía de Corea del Norte, posiblemente de manera similar a China.

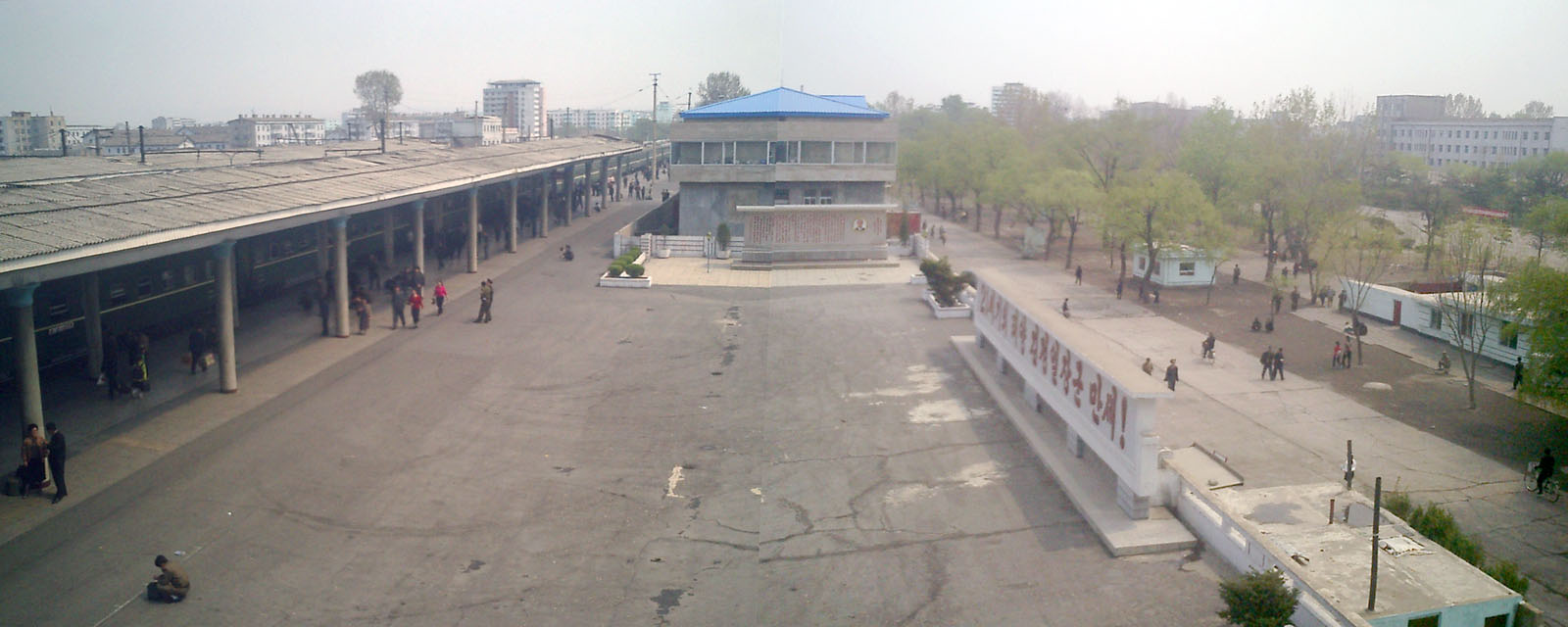
Sinuiju es un importante centro de la economía formal e informal de Corea del Norte debido a su proximidad a la frontera con China.La Estación de trenes de Sinuiju en fotografía.

## Antecedentes
Todo comenzó con la Hambruna norcoreana que entre 1994 y 1998 causó la muerte de miles de personas. Corea Del Norte llamó a esa tragedia "la ardua marcha" y limitó la cifra de víctimas a 220.000 muertes. Si los chinos en la frontera habían manifestado su envidia por la dieta de los norcoreanos en las décadas de 1960 y 1970, con el colapso del Sistema de Distribución Pública (SDP) de alimentos, la ración básica diaria pasó de 450 gramos a 128.

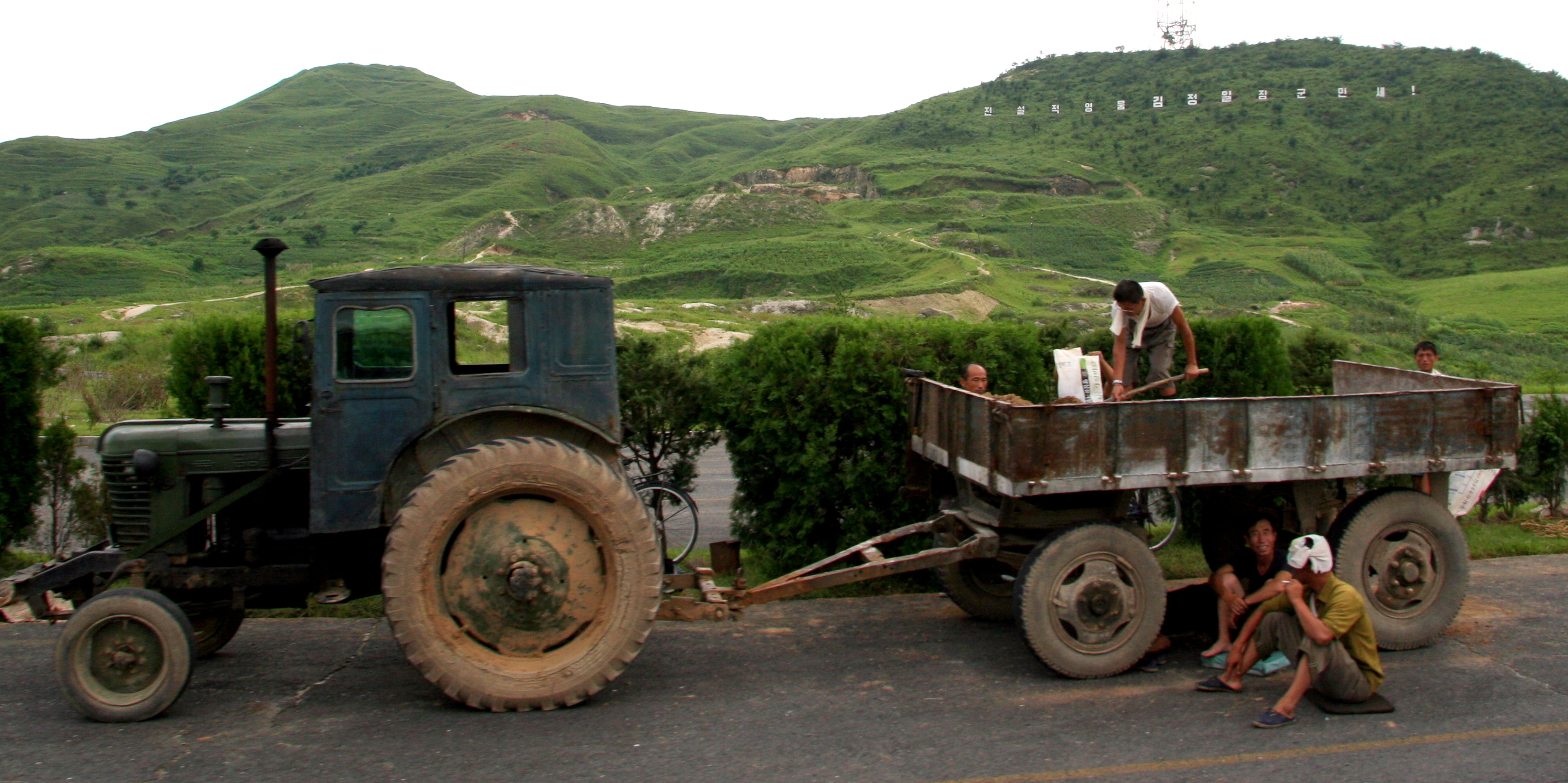
La Hambruna en Corea del Norte contribuyó a la creación de un mercado negro en Norcorea.

Después del colapso del sistema de distribución pública en Corea del Norte, el régimen norcoreano  permitió la creación de mercados privados. Originalmente vendieron artículos esenciales, arroz y verduras. Los mercados privados evolucionaron a partir de comunidades locales que involucraban a varias organizaciones, lugares de trabajo, parientes y vecinos, que ayudaron a las personas a sobrevivir durante la hambruna. Muchos de estos acuerdos de ayuda mutua se pararon más adelante, ya que los mercados mejoraron y se desarrollaron. A diferencia de en las ciudades, las personas del pueblo usan el trueque en lugar de dinero para realizar el comercio de bienes y servicios. China domina tanto la economía formal con la economía informal en Corea del Norte. Algunas personas recibieron su capital semilla de familiares en China. Muchos de estos familiares también se convirtieron en socios y asesores en los negocios.

## Visión de Conjunto

### Como fuente de sustento
A partir de 2008, una estimación del 70 por ciento de los hogares que viven en las ciudades se dedican a la artesanía, el comercio o los servicios de transporte relacionados con el comercio. Sin un sistema de distribución de alimentos que funcione, la gente necesita mercados locales para ganar dinero y sobrevivir. Mientras que el salario mensual real fue de dos dólares estadounidenses, un norcoreano promedio ganó un total de alrededor de 15 dólares al mes en 2011. Sin embargo, es raro que existan exitosos operadores del mercado negro y historias de éxito capitalistas reales, incluso si algunos ex trabajadores y agricultores se han vuelto muy ricos con ingresos de cientos e incluso miles de dólares al mes. Entre la mitad y las tres cuartas partes de los ingresos de la gente de Corea del Norte provienen de diversas actividades de mercado. Sin embargo, las medidas enérgicas del régimen totalitario norcoreano provocan irregularidades en los negocios y sobornos.
Los estudios anuales realizados entre los desertores por el Instituto de la Universidad Nacional de Seúl para la Paz y los Estudios de Unificación revelaron, incluso si los estudios pueden ser tergiversaciones de toda la población, que poco más de la mitad de ellos recibió dinero del estado de Corea del Norte. También se observó un crecimiento significativo del número de personas involucradas en actividades comerciales privadas y sobornos relacionados.

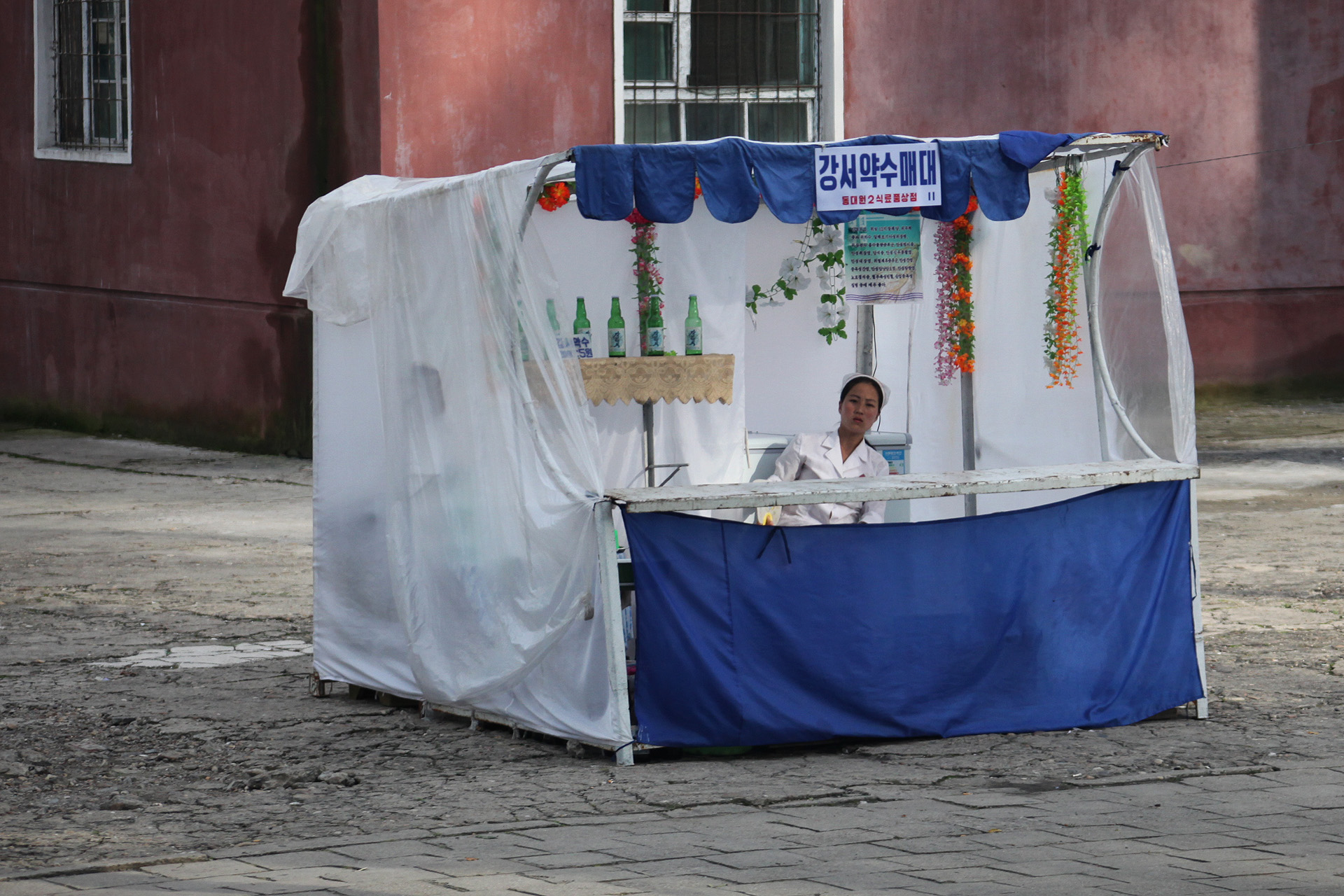

El profesor de la Universidad Kookmin, Andrei Lankov, informa que algunos comerciantes de Jangmadang, además de los de élite y los que pagan divisas, han pagado la educación privada de sus hijos. Música, computadoras e idiomas extranjeros han sido los cursos más populares entre los cursos privados. En Corea del Norte, el sistema songbun que regula en gran medida el acceso a la educación pública, y las personas con una formación modesta tienen dificultades para ingresar a universidades como la Universidad Kim Il-sung. Andrei Lankov, sin embargo, acogió con satisfacción la represión de la educación privada por parte de funcionarios norcoreanos, a pesar de tener dudas sobre la corrupción y la competitividad de la educación pública en Corea del Norte.

### Seguridad Alimentaria
Los comerciantes pasan de contrabando comida a través de la frontera de China a Corea del Norte para la venta. 
Por lo general, los cultivos son los más baratos justo después de la temporada de cosecha. Además de los cambios estacionales típicos en los precios de los cultivos, las sequías en Corea del Norte pueden causar un fuerte aumento en los precios de los alimentos y dañar la capacidad de las personas de mantener una dieta equilibrada y nutritiva. En 2015, la sequía triplicó el precio de las patatas en comparación con el mismo momento en 2014. Los rumores de una mala cosecha de papa también provocaron un aumento en los precios.
Los norcoreanos que se dedican a diversos tipos de negocios domésticos también cultivan tierras privadas. Los norcoreanos más pobres que no tienen la capacidad de iniciar incluso un puesto de comida generalmente viven a través de la agricultura de subsistencia. Una porción significativa del suministro de alimentos de Corea del Norte se produce de forma ilegal y privada, en pequeñas parcelas conocidas en Corea del Norte como sotoji (tierra pequeña en coreano).

### Bienes y servicios ofrecidos
Incluso si las condiciones de vida no han aumentado mucho en Corea del Norte, la actividad del mercado y la gama de productos han aumentado. La calidad de los productos también ha aumentado.

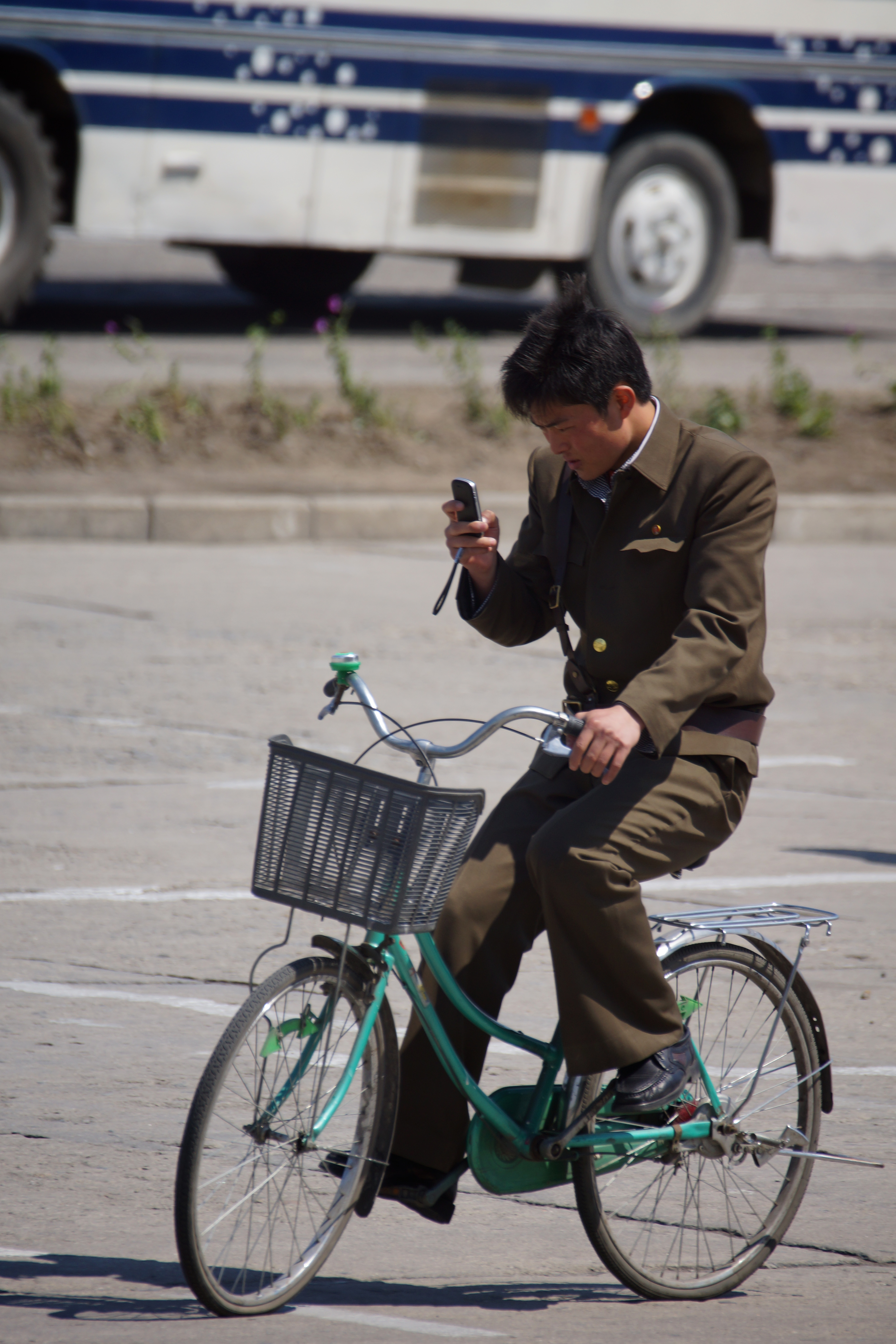
Las bicicletas y los teléfonos móviles son cada vez más frecuentes en Corea del Norte.

En 2008, entre los productos más populares o buscados que se vendían en los mercados se encontraban alimentos callejeros, baterías de automóviles, ollas arroceras, máquinas de afeitar eléctricas, zapatos de vestir, cosméticos, reproductores de DVD, motocicletas y revestimientos de vinilo para pisos. Muchas de las etiquetas de la marca de los productos en venta son falsas y pretenden ser productos fabricados en Corea del Sur.
El cannabis puede o no ser legal en Corea del Norte. Hay un informe de que se vende en el mercado de Rason. Otras drogas como la metanfetamina son indudablemente ilegales. Corea del Norte tiene uno de los peores problemas de drogas en el mundo con gran parte de la población adicta a las drogas, debido al uso generalizado de la metanfetamina como droga y medicina. 
Los puestos de venta ganado son una adición reciente, y los mercados de las grandes ciudades se están transformando en Mercados callejeros y agrícolas.
Los préstamos monetarios y el cambio de moneda extranjera han aparecido con el crecimiento de los mercados. Como los bancos realmente no funcionan en Corea del Norte, sino de nombre, los puestos de mercado se utilizan como la plataforma principal para las transacciones bancarias. Muchas personas usan divisas para sus ahorros y las que venden productos más valiosos a menudo usan el Renminbi. Tomar un préstamo, comprar bienes costosos como bicicletas, se ha vuelto más común.
Incluso los servicios médicos privados han aparecido en los mercados con médicos retirados que ofrecen sus servicios, y también con practicantes de medicina tradicional coreana autodidacta. Los médicos cobran alrededor de 10 dólares por un diagnóstico, y algunos médicos completan las recetas para las personas. Muchos de estos médicos no habían podido vivir de sus miserables salarios. Los servicios médicos del mercado negro han existido desde que el sistema de salud gratuito colapsó en la década de los noventa. Algunos funcionarios se han visto obligados a recibir ayuda de los mismos médicos a los que se supone que deben sancionar.

## Rol de las reformas económicas
Según los informes, un desertor mostró sorpresa sobre la similitud entre los mercados de Corea del Norte y Corea del Sur, en lugar de los contrastes.
Algunos han hablado sobre la generación de Jangmadang al referirse a las personas nacidas en los años ochenta y noventa.
Se ha especulado que Kim Jong-un desea mercados más liberales que Kim Jong-il. Sin embargo, como el comercio de mercado ha aumentado, el apoyo a Kim Jong-un entre la gente no ha debilitado notablemente, lo que pone en duda la afirmación de que las reformas del mercado disminuiría el apoyo al régimen.

### Acceso a información
Los medios extranjeros contrabandeados en Corea del Norte pueden alentar a las personas a desafiar a su gobierno y alentar un cambio de régimen. Influencia de la prosperidad relativa de China también puede hacer que la gente quiera reformas.

## Represión y regulación por parte del régimen norcoreano

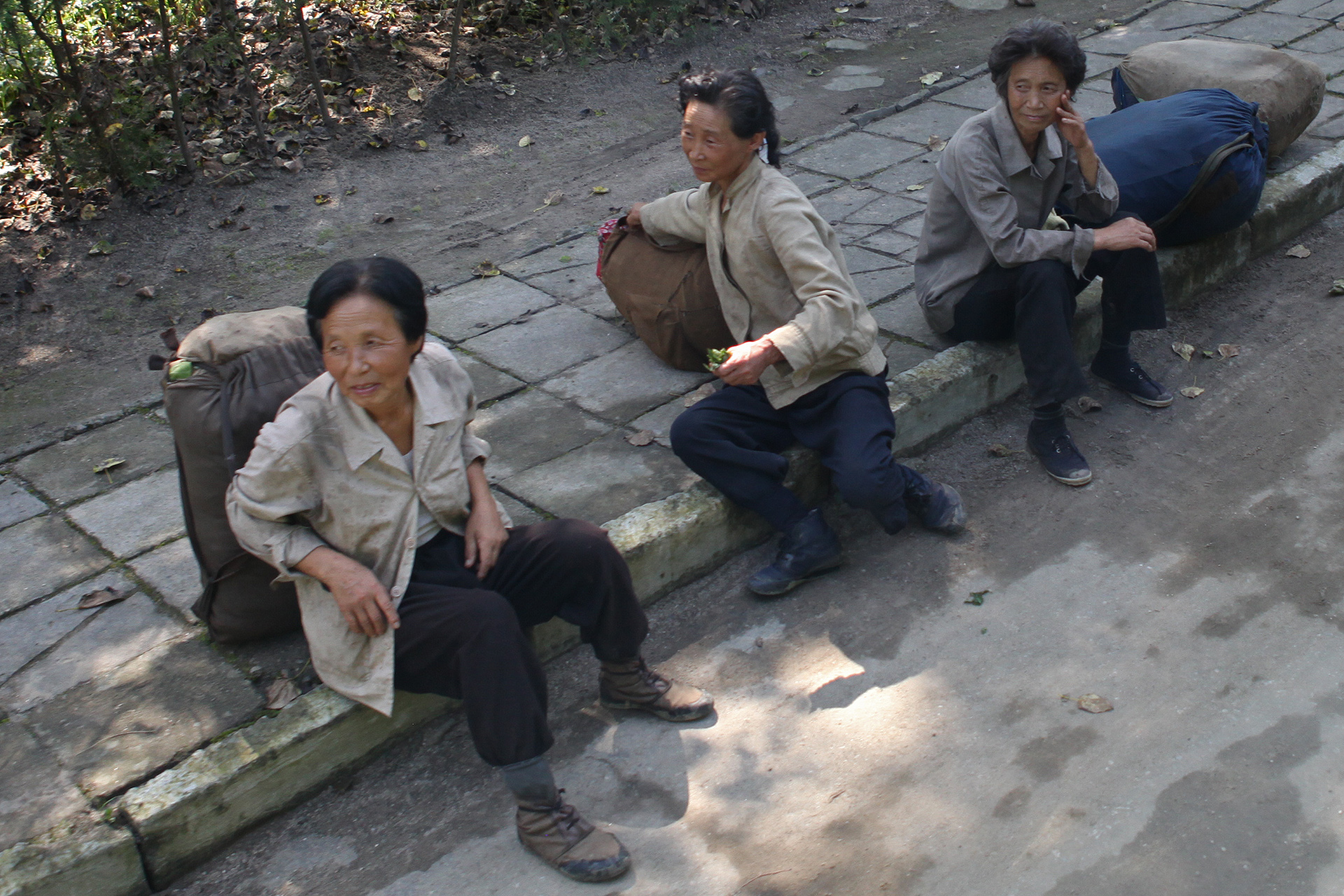
Estas mujeres son posiblemente llamadas "mercaderes de garrapatas", que con frecuencia son perseguidas por los fuerzas de seguridad norcoreanas

Algunas personas venden sus productos en callejones cercanos al mercado real para evitar el acoso y la extorsión por parte de funcionarios del Ministerio de Seguridad Popular Norcoreano. Estos comerciantes son llamados, por su rápida proliferación, "comerciantes de garrapatas" en Corea del Norte. También se les conoce a veces como "mercaderes de saltamontes".
Alrededor de 2007, los funcionarios trataron de tomar el control de las ventas de revestimientos de plástico hechos en China, que se habían vuelto populares y rentables con el aumento del nivel de vida, al decretar que solo podían venderse en tiendas estatales. Los funcionarios también trataron de regular los autobuses y camiones privados que exceden el límite de peso de ocho toneladas, y trataron de registrar a los infractores como empleados estatales y declararon que los vehículos eran propiedad del estado. Este negocio mayorista con camiones se conoce como Chapan-Jangsa en Corea del Norte. Estas dos actividades económicas se encontraban entre las tres empresas más rentables además de las ventas de metanfetamina.
En 2013, se inició un sistema de proveedores basado en la identidad para evitar que las personas eviten las tarifas de alquiler de establo. Ahora tienen que tener una tarjeta de vendedor en el cuello durante el horario comercial. Estas tarjetas de proveedor se pueden usar para verificar si un comerciante pagó las tarifas de pérdida y para verificar su identidad. También se ha hecho que los vendedores roten sus ubicaciones de puestos.
Algunos comerciantes acomodados pueden omitir las movilizaciones mediante unidades locales flexibles. Las personas con buen songbun (antecedentes familiares) también tienen más excusas para ausentarse.

### Regulación de edad
En 2008, a las mujeres menores de 40 años se les prohibió hacer negocios en los mercados.
Sin embargo, bajo el Régimen totalitario de Kim Jong-un, los límites de edad se han eliminado de las mujeres, a pesar de que se han criado para hombres. Actualmente, solo los hombres mayores de 60 años pueden trabajar en los mercados. Este es un intento de imponer la lealtad de los trabajadores a sus lugares de trabajo, según una fuente de Daily NK de la provincia de Ryanggang.

### Devaluacióndelwon norcoreano
Una teoría de los objetivos del Régimen Totalitario de Corea del Norte en 2009 la revalorización del won norcoreano, es que se identificaron a los comerciantes que habían crecido muy rico. La reforma monetaria también causó una oleada inicial de compras en jangmadang por parte de personas preocupadas para asegurarse de que sus ahorros no perdieran todo su valor. Durante algún tiempo, solo el Yuan chino, además de otras monedas extranjeras, fue prácticamente aceptado en el comercio, con la excepción de los comerciantes de alimentos que venden arroz. Finalmente, el nuevo won norcoreano se estabilizó cerca del valor de la reforma previa a la divisa, después de sufrir un período de hiperinflación.

## Cambiando los roles de género en la sociedad de Corea del Norte

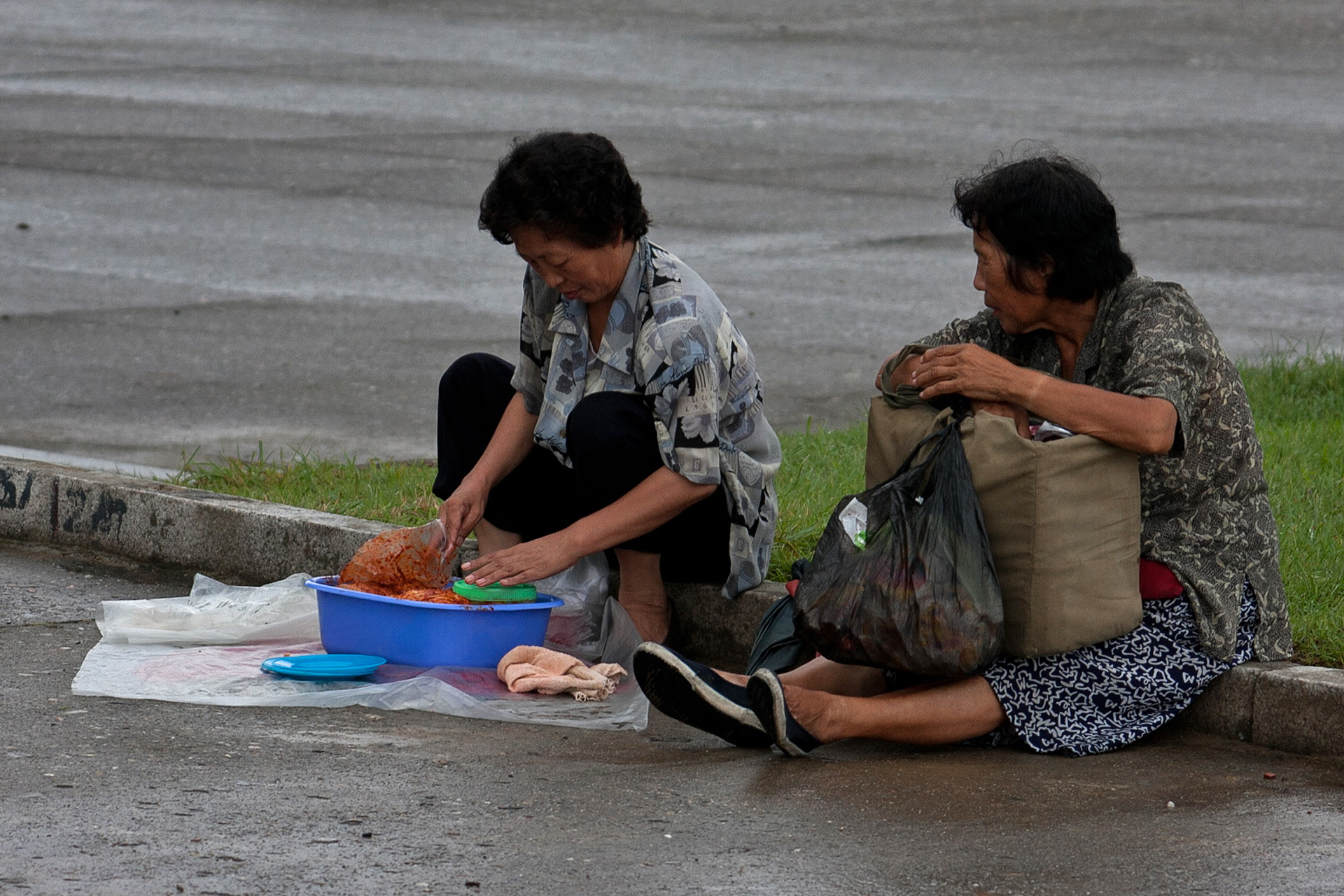
Dos mujeres sentada en la calle preparando comida. Gracias al Mercado negro el rol de la mujer en Corea del Norte ha cambiado.

Durante la hambruna de Corea del Norte, las personas recibieron y compartieron ayuda primero en su comunidad local a través de organizaciones, lugares de trabajo, parientes y vecinos. Estas redes de asistencia y trueque se basaron en la solidaridad y la confianza existentes. Se ha informado que incluso las organizaciones de mujeres, como las asociaciones de mujeres mayores, pudieron brindar ayuda. Las redes de trueque iniciales se convirtieron en mercados improvisados tempranos. Sin embargo, muchas de las relaciones de ayuda mutua originalmente existentes se filtraron y rompieron más tarde.
Las mujeres casadas y las ancianas con hijos casados y nietos desempeñaron el papel más activo en los primeros acuerdos de ayuda mutua y el nacimiento de los mercados. La reportera de derechos humanos de Corea del Norte Barbara Demick llamó a estas mujeres "madres de la invención". Estas mujeres fueron las que tomaron el riesgo de viajar grandes distancias e ir a buscar comida desde el campo o incluso desde otras provincias a pesar de las regulaciones contra la movilidad humana. La administración local en las provincias que habían sufrido escasez de alimentos en la década de 1980 fue tolerante con las acciones que las personas tomaron para sobrevivir. Estas mujeres también desafiaron las regulaciones contra las transacciones de mercancías no autorizadas, y algunas cruzaron la frontera peligrosa a China como migrantes temporales, para tomar el rol de sostén de la familia.
Históricamente en Corea del Norte el hombre ha sido visto como el jefe de la familia y proveedor de medios de vida de la familia, pero con el colapso de la economía norcoreana, los hombres se han visto obligados a permanecer en sus lugares de trabajo, incluso si no pueden trabajar en una fábrica que no funciona. Como ya no es posible vivir con el salario mensual, el papel del proveedor ha disminuido cada vez más para que lo hagan las mujeres. Una mujer casada puede registrarse como ama de casa de tiempo completo dando libertad para comerciar. Los hombres tienen que pagar a la gerencia de la fábrica por el mismo privilegio no oficial. Sin embargo, la libertad relativa de las mujeres ha permitido que algunos hombres permanezcan en la vida del mercado para ganar dinero. A medida que los hombres se ocupan de la venta al por mayor y el transporte, las mujeres se ocupan de la venta real de los productos en los mercados. Según Andrei Lankov, sorprendentemente las mujeres dominan la economía de Corea del Norte en los niveles inferiores. Las mujeres se dedican no solo al comercio, sino también a la producción casera de pequeña escala, fabricando zapatos, cosiendo prendas de vestir y preparando alimentos para la venta.